# Thuridilla moebii
Thuridilla moebii is een slakkensoort uit de familie van de Plakobranchidae. De wetenschappelijke naam van de soort is voor het eerst geldig gepubliceerd in 1888 door Bergh.